# BMW R 850 C
La R 850 C est un modèle de motocyclette du constructeur bavarois BMW.

Le moteur de 848 cm3 est obtenu par diminution de l'alésage de 99 à 87,5 mm.
La R 850 C est produite entre 1998 et 2001 à 1 505 exemplaires. C'est la petite sœur de la R 1200 C, dont elle reprend le look. Le moteur développe 50 chevaux à 5 250 tr/min.